# Roman Ingarden
Roman Witold Ingarden (Cracóvia, 5 de fevereiro de 1893 – 14 de junho de 1970) foi um filósofo e teórico literário polonês, usualmente associado à corrente fenomenológica. É reconhecido por alguns estudiosos como "o pai da estética de recepção".
Ingarden estudou filosofia e matemáticas na universidade de Lvov na Polônia e posteriormente na Alemanha, tendo a Kazimierz Twardowski e a Edmund Husserl como professores respectivamente.
Foi aluno de Edmund Husserl tanto em Göttingen como em Friburgo, sendo Ingarden sumamente destacado em seus estudos. Grande parte de seu trabalho foi realizado em vésperas, durante ou no período de pós-guerra da Segunda Guerra Mundial, por isso suas obras não foram populares até a década do sessenta, quando se iniciaram as traduções do polonês a outras línguas.
Seus trabalhos A obra de arte literária e A comprehensión da obra de arte literária formam uma teoria literária que, fundamentada no método fenomenológico proposto por Husserl, propõe uma forma de abordar as obras e entender a intenção significativa que estas levam. Cerca destacar o uso de conceitos como: "intenção significativa", "apreensão do signo", "leitura passiva e ativa" e "concretización" dentro de sua obra.
Também publicou trabalhos de estética sobre música, drama, cinema, arquitetura e pintura.

## Obras
Obras em Alemão
- Intuition und Intellekt bei Henri Bergson, Halle: Max Niemeyer, 1921
- Essentiale Fragen. Ein Beitrag zum Problem des Wesens, Halle: Max Niemeyer, 1925
- Das literarische Kunstwerk. Eine Untersuchung aus dem Grenzgebiet der Ontologie, Logik und Literaturwissenschaft, Halle: Max Niemeyer, 1931
- Untersuchungen zur Ontologie der Kunst: Musikwerk. Bild. Architektur. Film, Tübingen: Max Niemeyer, 1962
- Der Streit um die Existenz der Welt, Bd. I, II/I, II/2. Tübingen: Max Niemeyer, 1964
- Vom Erkennen des literarischen Kunstwerks, Tübingen: Max Niemeyer, 1968
- Erlebnis, Kunstwerk und Wert. Vorträge zur Ästhetik 1937-1967, Tübingen: Max Niemeyer, 1969
- Über die Verantwortung. Ihre ontischen Fundamente, Stuttgart: Reclam, 1970
- Über die kausale Struktur der realen Welt. Der Streit um die Existenz der Welt, Band III, Tübingen: Max Niemeyer, 1974

Obras em Polonês
- O poznawaniu dzieła literackiego (The Cognition of the Literary Work of Art), Ossolineum, Lwow: 1937
- O budowie obrazu. Szkic z teorii sztuki (On the Structure of Paintings: A Sketch of the Theory of Art), Rozprawy Wydziału Filozoficznego PAU Vol. LXVII, No.2, Kraków, 1946
- O dziele architektury (On Architectural Works), Nauka i Sztuka, Vol. II, 1946, No. 1, pp. 3-26 and No. 2, pp. 26-51
- Spór o istnienie Świata (Controversy over the Existence of the World), PAU, Vol. I, Kraków: 1947, Vol. II, Kraków, 1948
- Szkice z filozofii literatury (Sketches on the Philosophy of Literature), Vol. 1, Spółdzielnia wydawnicza “Polonista,” Łódz, 1947
- Elementy dzieła muzycznego (The Elements of Musical Works), Sprawozdania Towarzystwa Naukowego w Toruniu, Vol. IX, 1955, Nos. 1-4, pp. 82-84
- Studia z estetyki (Studies in Aesthetics), PWN, Vol. I Warszawa, 1957, Vol. II, Warszawa, 1958
- O dziele literackim (On Literary Works). PWN, Warszawa, 1960
- Przeżycie - dzieło - wartość (Experience - Work of Art - Value). WL, Kraków, 1966
- Studia z estetyki Tom III (Studies in Aesthetics, Vol. III), PWN, Warszawa, 1970
- U podstaw teorii poznania (At the Foundations of the Theory of Knowledge), PWN, Warszawa, 1971
- Książeczka o człowieku (Little Book About Man), Wydawnictwo Literackie, Kraków, 1972.
- Utwór muzyczny i sprawa jego tożsamości (The Work of Music and the Problem of Its Identity), Wydawnictwo, Warszawa, 1966.

Obras em Espanhol
- La obra de arte literaria, 1973
- La comprehensión de la obra de arte literaria, 1974